# Sergio Rizzi
Sergio Rizzi (Alzano Lombardo, 22 giugno 1956 – 1º agosto 1989) è stato un cestista italiano.

## Carriera
In Serie A1 ha vestito le maglie di Varese, Torino e Brescia. 
Raggiunse la ribalta internazionale nella finale della Coppa dei Campioni del 1975 con avversario il Real Madrid Baloncesto, venendo soprannominato "l'eroe di Anversa".
Dopo la sua prematura scomparsa, dal 1990 viene istituito un memorial internazionale giovanile a suo nome, che si disputa nella provincia di Varese.
Attualmente il torneo in sua memoria è riservato alla categoria cadetti e si chiama Giovani Leggende.

## Palmarès
- Campionato italiano: 2

Pall. Varese: 1973-74, 1976-77
- Coppa dei Campioni: 2

Pall. Varese: 1974-75, 1975-76